# Perzische Golfcrisis 2019-2021
Met de Perzische Golfcrisis van 2019-2020 of Amerikaans-Iraanse crisis wordt verwezen naar de sinds mei 2019 opgelopen spanningen tussen de Verenigde Staten onder de regering-Trump en Iran.

## Voorgeschiedenis
De verhoudingen tussen Iran en de VS, die in de voorgaande jaren onder de Amerikaanse president Obama waren verbeterd, verslechterden snel weer na het aantreden van de Amerikaanse president Trump in januari 2017. Op 8 mei 2018 verklaarde Trump dat de VS zich terugtrokken uit het Joint Comprehensive Plan of Action, dat onder Obama in 2015 met Iran was gesloten. Hierna werden er door de VS nieuwe economische sancties aan Iran opgelegd, waardoor de Iraanse economie verslechterde. De Iraanse olieproductie daalde begin juni 2019 tot een dieptepunt.

## Gebeurtenissen

### Mei 2019

#### Incidenten in de Straat van Hormuz
Op 5 mei 2019 kondigde nationaal veiligheidsadviseur John Bolton aan dat de USS Abraham Lincoln met een carrier strike group naar het Midden-Oosten zou worden gestuurd, evenals vier B-52 Stratofortress-bommenwerpers. Aanleiding voor deze maatregel waren berichten van de Israëlische Mossad dat Iran plannen zou hebben om Amerikaanse doelen in de Golfregio aan te vallen. Bolton sprak van een "duidelijke en onmiskenbare boodschap" gericht aan Iran.
Op 7 mei bezocht de Amerikaanse minister van Buitenlandse Zaken Pompeo onverwachts Bagdad, waar hij president Salih ontmoette en de Iraakse eerste minister Mahdi. Pompeo wees hen beiden op de verantwoordelijkheid om Amerikanen in Irak te beschermen. Het Amerikaanse marineschip USS Arlington en een aantal MIM-104 Patriots werden naar het Midden-Oosten gestuurd.
De spanning tussen de VS en Iran nam verder toe door een incident op 12 mei 2019, toen vier schepen die bij de haven van Fujairah waren aangemeerd werden aangevallen. Twee Saoedische olietankers liepen hierbij averij op. De VS beschuldigden Iran, dat een maand eerder had gedreigd de Straat van Hormuz te zullen afsluiten, ervan achter deze aanval te zitten.

#### Reacties van de VS
Op 13 mei berichtte The New York Times dat minister van Defensie Patrick Shanahan werkte aan een plan om 120.000 extra militairen naar het Midden-Oosten te sturen indien Iran Amerikaanse doelwitten zou aanvallen of zijn nucleaire programma zou hervatten. President Trump ontkende dit en zei erbij dat hij desnoods veel meer extra troepen zou sturen.
Op 19 mei waarschuwde Trump voor "het officiële einde van Iran" indien het land in gevecht zou raken met de VS.

### Juni 2019

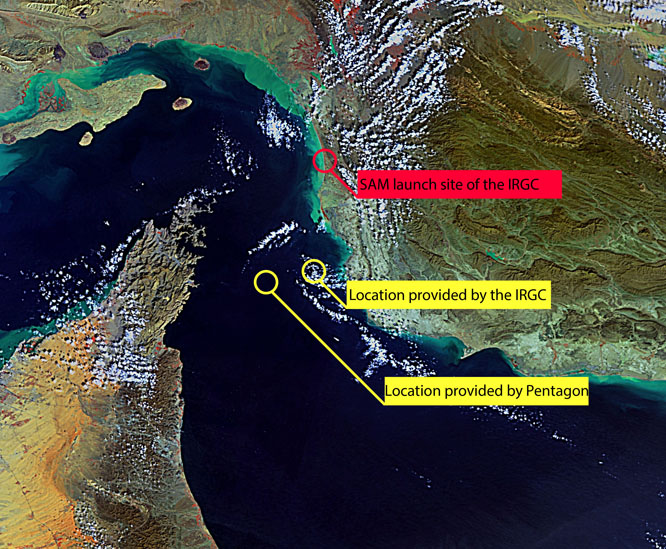
Waar de Amerikaanse drone die op 20 juni 2019 werd neergeschoten zich bevond, is omstreden. Deze kaart toont de verschillende mogelijke locaties.

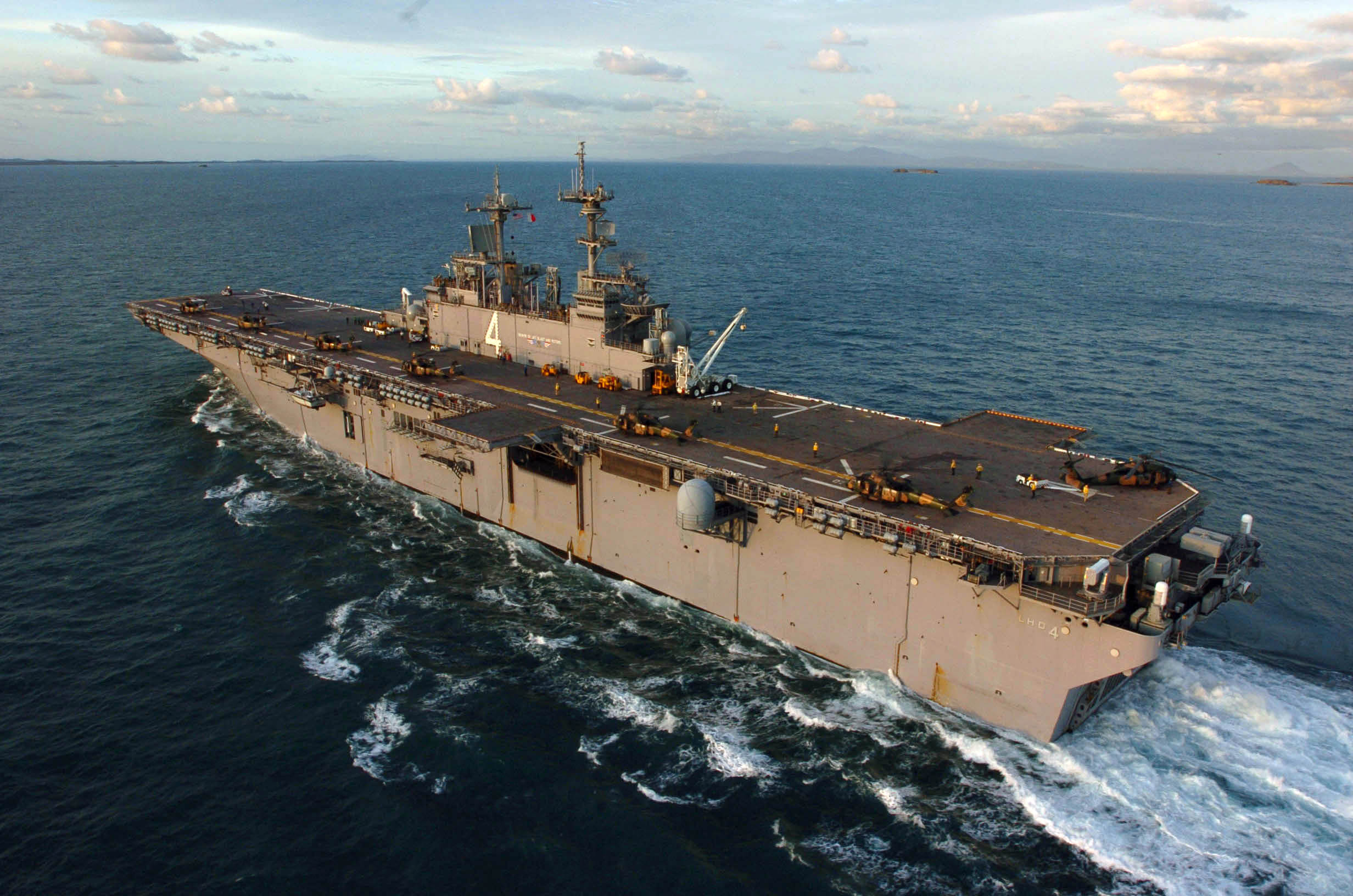
De USS Boxer werd in juni 2019 vanwege de toegenomen spanningen tussen de VS en Iran naar de Perzische Golf gestuurd.

De landen die in oktober 2019 deelnamen aan International Maritime Security Construct

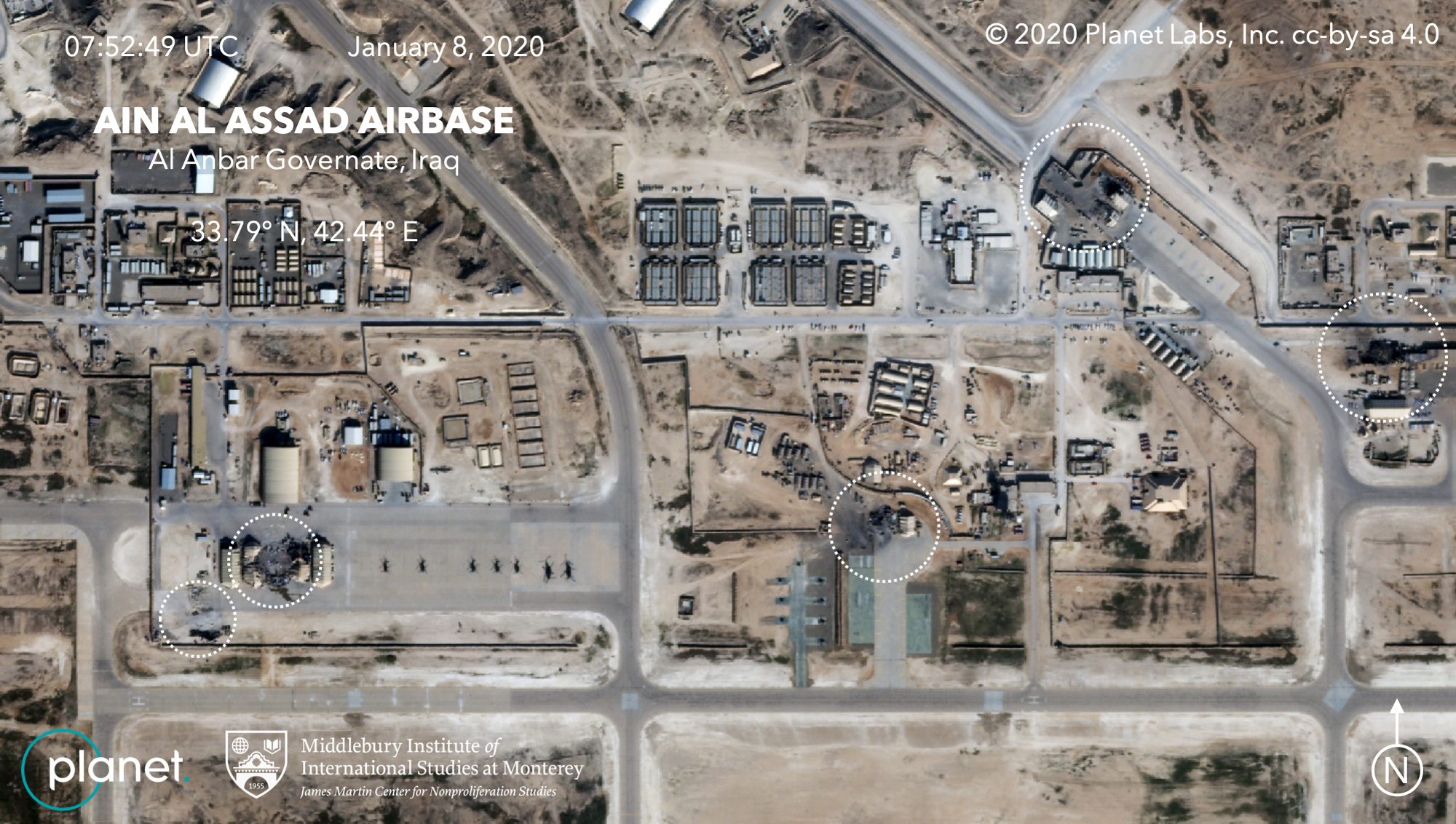
Al Asad Airbase (Irak) na de aanval van 8 januari 2020

Begin juni verklaarde president Hassan Rohani dat Iran bereid was om met de VS te praten, op voorwaarde dat de VS genoeg respect richting Iran zouden tonen. Pompeo verklaarde hierop dat de VS van hun kant bereid waren tot onderhandelingen met Iran zonder voorwaarden vooraf over diens kernprogramma, mits Iran zich "als een normaal land" zou gedragen. Iran wees dit aanbod echter van de hand en sprak van een "woordspelletje".

#### Nieuwe incidenten
Op 6 juni werd in Jemen een Amerikaanse MQ-9 Reaper neergeschoten door de Houthi's. Volgens de VS hadden de Houthi's steun gekregen van Iran.
Op 13 juni werden in de Straat van Hormuz opnieuw twee olietankers aangevallen. De VS beschuldigden Iran ervan ook achter deze nieuwe aanval te zitten. De Amerikaanse beschuldiging kreeg bijval van het VK en Saoedi-Arabië. Op 17 juni werd bekend dat er meer dan 1000 extra Amerikaanse militairen zouden afreizen naar het Midden-Oosten.
Op 20 juni schoot de Iraanse Revolutionaire Garde (IRG) een Amerikaanse Northrop Grumman RQ-4 Global Hawk neer boven de Straat van Hormuz. Volgens de Iraanse minister van Buitenlandse Zaken Zarif had de drone het Iraanse luchtruim geschonden. Amerikaanse woordvoerders ontkenden dit en zeiden dat de drone zich in het internationale luchtruim bevond. Hossein Salami, een woordvoerder van de IRG, verklaarde dat hiermee een duidelijk bericht richting de VS werd afgegeven dat het Iraanse territorium streng werd bewaakt tegen vreemde indringers. Trump gaf in reactie op het incident toestemming voor aanvallen op enkele Iraanse doelwitten, maar deze aanvallen werden op het laatste moment afgeblazen.
De United States Cyber Command voerde in samenwerking met de United States Central Command cyberaanvallen uit op Iraanse computersystemen. Iran werd ervan beschuldigd mee te werken aan plannen voor een aanval op een olietanker. Op verzoek van de VS kwam de VN-Veiligheidsraad bijeen om de kwestie te bespreken.

### Juli 2019

#### Nieuwe incidenten
Op 18 juli meldde president Trump dat de USS Boxer, een schip van de Amerikaanse marine, een Iraanse drone had vernietigd omdat die het schip te dicht was genaderd. Dit bericht werd echter ontkend door de Iraans plaatsvervangend minister van Buitenlandse Zaken, Abbas Araghchi.
Op 20 juli werd de  Stena Impero, een olietanker die onder Britse vlag door de Straat van Hormuz voer, door de IRG geënterd en in beslag genomen. De tanker werd naar de haven van Bandar Abbas gebracht. Volgens een brief van Iran aan de VN zou de olietanker in botsing zijn gekomen met een Iraanse vissersboot, die hierdoor was beschadigd. Ook zou de tanker Iraanse waarschuwingen hebben genegeerd. Twee maanden later mocht de Stena Impero de haven van Bandar Abbas weer verlaten.

#### Operation Sentinel
Op 19 juli kondigde de Amerikaanse Central Command een nieuwe internationale maritieme operatie in het Midden-Oosten aan, "Operation Sentinel", die gericht was op stabilisatie en het verminderen van de spanningen. Operation Sentinel richtte zich op de Perzische Golf, de Straat van Hormuz, de Bab el Mandeb en de Golf van Oman. In augustus sloten het Verenigd Koninkrijk en Australië zich bij Operation Sentinel aan. In september kreeg Operation Sentinel de nieuwe naam International Maritime Security Construct, om nog meer landen ertoe aan te sporen zich aan te sluiten. Op 18 september sloot Saudi-Arabië zich bij de operatie aan. Op 20 september volgden de Verenigde Arabische Emiraten. Begin november 2019 sloot ook Albanië zich aan en in maart 2020 volgde Litouwen.

### December 2019-januari 2020: raketaanvallen
Vanaf december 2019 liep de spanning tussen de VS en Iran opnieuw snel op. Op 27 december kwam een Amerikaanse aannemer om het leven tijdens een raketaanval op K-1 Air Base, een militaire basis in de Iraakse provincie Kirkoek. De Verenigde Staten beschuldigden Kata'ib Hezbollah, een door Iran gesteunde militante beweging, ervan achter deze aanval te zitten. De VS reageerden met luchtaanvallen op vijf bases van Kata'ib Hezbollah in Irak en Syrië. Daarbij vielen volgens Iraakse bronnen zeker 25 doden en 55 gewonden.
Begin januari kwamen twee hooggeplaatste Iraanse militairen, Qasem Soleimani en Abu Mahdi al-Muhandis, om het leven door een Amerikaanse drone-aanval nabij de internationale luchthaven van Bagdad. Op 8 januari dreigde er opnieuw escalatie, toen de Iraanse Revolutionaire Garde twee legerbases in Irak bombardeerde waar zowel Iraakse als Amerikaanse militairen gelegerd waren. Hoewel in eerste instantie werd gemeld dat hierbij geen slachtoffers waren gevallen, werd enkele weken later bekend dat er meer dan 100 gewonden aan Amerikaanse zijde waren gevallen. Hassan Nasrallah, de secretaris-generaal van Hezbollah, deed een oproep aan Iran en diens bondgenoten om Soleimani's dood te wreken en de VS uit het Midden-Oosten te verdrijven.
Op 26 januari werden er drie raketten afgevuurd op de Amerikaanse ambassade in Bagdad, in de versterkte Groene Zone. Daarbij viel ten minste één gewonde, volgens andere berichten drie. Onduidelijk bleef wie de raketten had afgevuurd, maar de Amerikaanse regering hield de door Iran gesteunde militaire facties in Irak verantwoordelijk.

#### Neerschieten Ukraine International Airlines-vlucht 752
Op 8 januari werd Ukraine International Airlines-vlucht 752 neergeschoten boven Iran, kort nadat deze vlucht was opgestegen vanaf de internationale luchthaven Imam Khomeini. Alle 176 inzittenden van het toestel kwamen om het leven. Enkele dagen later gaf het Iraanse leger toe dat het neergeschoten toestel was aangezien voor een vijandige kruisraket, in de nasleep van de eerdere Amerikaanse luchtaanvallen.

### Februari 2020
Op 13 februari nam de Amerikaanse Senaat een resolutie aan waarmee Trumps militaire macht werd ingeperkt, zodat hij niet zomaar een oorlog tegen Iran kon beginnen. Trump kondigde aan de resolutie te zullen vetoën en deed dit enkele maanden later, op 6 mei.

### Maart 2020
Op 11 maart werd kamp Taji, een luchtmachtbasis in Irak, getroffen door 15 Katjoesja-raketten. Twee Amerikaanse en een Britse soldaat van het Royal Army Medical Corps kwamen daarbij om het leven. Twaalf andere Amerikaanse soldaten en enkele CJTF–OIR-leden, waaronder een Poolse soldaat, raakten gewond. De VS reageerden met luchtaanvallen op doelwitten van Kata'ib Hezbollah in Karbala en Babylon. Volgens een Iraakse militaire woordvoerder kwamen daarbij drie soldaten, twee politiemannen en een gewone burger om het leven. Op 14 maart volgde een tweede aanval met tientallen raketten op kamp Haji. Daarbij raakten enkele soldaten van de internationale coalitie en twee Iraakse soldaten gewond.

### April 2020
Op 3 april verklaarde Mohammad Bagheri, de stafchef van de Strijdkrachten van Iran, dat Iran "stevig zou antwoorden" als de VS de veiligheid van Iran zou bedreigen.
Op 15 april werden zes schepen van de Amerikaanse marine, terwijl ze bezig waren met een oefening in het noordelijk deel van de Perzische Golf, op een "gevaarlijke en intimiderende manier" benaderd door elf marineschepen van de IRG. Een van de Iraanse schepen zou een Amerikaanse schip op minder dan tien meter afstand zijn genaderd. President Trump reageerde een week later op het incident met een bericht op Twitter, waarin hij de Amerikaanse marien beval om Iraanse schepen die Amerikaanse schepen lastigvielen "neer te schieten en te vernietigen".

### Mei 2020
Op 10 mei lanceerde in de Golf van Oman het Iraanse fregat Jamaran per ongeluk een Noor-raket op een schip van de eigen vloot, de Konarak. Daarbij vielen 19 doden en 15 gewonden.

## Iraans kernprogramma

### Iraanse terugtrekking uit het JCPoA
In mei 2019 maakte Iran bekend dat het zich niet langer zou houden aan bepaalde voorwaarden uit de Joint Comprehensive Plan of Action, het in 2015 gesloten nucleaire akkoord. Een jaar eerder had Trump de steun aan dit akkoord al volledig opgezegd. President Rohani stelde een termijn van 60 dagen aan onder meer de Europese Unie voor het realiseren van nieuwe voorwaarden om de overeenkomst in stand te kunnen houden.
Op 5 januari 2020 trad Iran helemaal uit de JCPoA.